# Turnul IFA din Suceava

Turnul IFA

Turnul IFA este denumirea sub care a devenit cunoscut fostul coș de dispersie al gazelor de la Întreprinderea de Fibre Artificiale (IFA) din municipiul Suceava, cel mai înalt edificiu din localitate (având peste 200 de metri înălțime). În jurul lui a fost construit complexul comercial Iulius Mall Suceava.

## Istoric
În ultimii ani ai regimului comunist au fost construite clădirile Întreprinderii de Fibre Artificiale din Suceava, fabrica intrând în funcțiune în anul 1984 și producând fibre artificiale. La începutul anului 1990, activitatea IFA a fost întreruptă, deoarece procesul de fabricație care se desfășura acolo era foarte poluant.
Din ansamblul industrial al fabricii făcea parte și un coș de fum (turnul de dispersie a gazelor) de 220 de metri înălțime, fiind considerat cea mai înaltă construcție din Suceava. Căptușit pe interior cu materiale speciale din inox, el a fost folosit pentru eliminarea sulfurilor rezultate din procesul industrial al fabricării fibrelor artificiale.
A fost construit de către fostul Trust de Lucrări Speciale București, Antrepriza de Coșuri Industriale, Glisări și Precompatimari, Brigada Săvinești, șef brigadă ing. Meglei Adrian, șefi de lucrare ing. Tepes Bibescu Ioan și ms. Gaman Corneliu.
În anul 2006, grupul ieșean Iulius Mall a achiziționat de la FAMOS Suceava cei 131.977 de metri pătrați de teren pe care se aflau clădirile fostei IFA Suceava, intenționând să deschidă acolo cel mai mare centru supraregional din rețeaua națională de mall-uri a grupului.
În februarie 2007, grupul a început demolarea clădirilor masive de beton ce au aparținut fostei IFA (hala care adăpostea secția de filatură mătase, ce se întindea pe suprafața echivalentă a unui teren de fotbal, rezervoare, hale de producție, ateliere, rezervoare pentru acizi și alte substanțe toxice, stații pompe, platforme depozit, clădirea administrativă, remiza de pompieri, gheretele paznicilor, turnul de răcire de 39 de metri înălțime, dărâmat printr-o explozie controlată, etc.), lucrările de demolare finalizându-se în luna iulie a aceluiași an. Singura construcție păstrată din ansamblul IFA a fost coșul de fum de peste 200 de metri înălțime.
În jurul turnului a fost construit complexul comercial Iulius Mall Suceava, care a fost inaugurat în noiembrie 2008. Cu această ocazie, s-au efectuat o serie de lucrări la turn, care au urmărit integrarea acestuia în complexul Iulius Mall. Au fost înlocuite structurile metalice care asigurau accesul pe niveluri, s-au eliminat sursele de rugină și a fost vopsit în culorile complexului Iulius Mall (galben pal, portocaliu, albastru).
Au existat mai multe propuneri de a i se conferi turnului o utilitate practică:
- iluminarea sa și amplasarea unor reclame luminoase, care ar fi vizibile din tot orașul, mai ales pe timp de noapte;
- amenajarea în vârful acestuia a unui restaurant sau a unui observator astronomic.

În aprilie 2009, la baza turnului a fost amenajat clubul Vinci, în încăperile de beton fiind peste 600 de locuri disponibile pe scaune și fotolii. Pereții clubului au fost decorați cu diferite culori, cu zeci de cuvinte din opera lui Leonardo da Vinci înșiruite pe pereți, schițe de proiecte, trasate cu vopsea reflectorizantă, pentru a fi vizibile la lumina de discotecă. În centrul vechiului coș de evacuare a fumului de la IFA s-a amenajat o minicascadă.

## Imagini

Turnul IFA din Suceava
Turnul IFA din Suceava